# 沙皇炮
沙皇砲（俄语：Царь-пушка）為莫斯科克里姆林宮外展示的巨大大砲，其名為俄語砲帝的意思。

## 历史
1586年在俄國沙皇費奧多爾·伊萬諾維奇命令下，由鑄造專家安德烈·喬霍夫製造。其重量約18公噸，全長5.34公尺，口徑890公厘，外徑1,200公厘，口徑超越納粹德國在二戰時製造的古斯塔夫鐵道炮的800公厘，僅次於小大衛迫擊炮的914公厘。日後成為金氏世界紀錄上作為最大轟擊砲（投石砲）的記錄擁有者。
此砲的建造用意是在戰時發射葡萄彈，負責保衛克里姆林宮，不過實際上並未使用過，主要被拿來炫耀軍事實力與其技術。
炮身上有浮雕，其中亦描繪費奧多爾·伊萬諾維奇本人騎馬之姿。而原先在19世紀初製作的砲架於1812年燒毀後，目前的炮架以及一旁放置的炮彈是在1835年完成的。此炮彈並非本炮設計上所使用的葡萄彈，而是依照其口徑製作的參考品。
目前沙皇炮放在克里姆林宮的廣場上，與沙皇鐘為鄰。

## 外部連結
- Царь-пушка（俄語，內含解說與照片）